# Gino Natali
Gino Natali (Montecatini Terme, 22 agosto 1950) è un ex cestista e dirigente sportivo italiano.
È stato general manager dell'Olimpia Milano e della Virtus Roma.

## Carriera da giocatore
Dopo una lunga trafila nelle giovanili della squadra di Montecatini, approda al basket professionistico: l'esordio tra gli adulti è in serie B nella Libertas Livorno, dove giunge grazie a Benvenuti. Allenato da Mauro Baroncini il "bimbo" (questo il suo soprannome) diviene migliore realizzatore con 299 punti contribuendo alla conquista della serie A. Dopo la successiva retrocessione, Natali cambia squadra. Nel 1971 passa alla Snaidero Udine. Nel 1975 approda alla Emerson Genova dove resta fino al 1978 con il ritorno nella squadra di Montecatini.

## Gli inizi da general manager
Terminata l'attività agonistica decide di intraprendere la carriera di general manager partendo dallo Sporting Club Montecatini. Con Natali lo Sporting è promosso dalla serie C fino alla A1 e si affermano cestisti come  Andrea Niccolai e Mario Boni. Determinante per la carriera di Natali è l'incontro con Giorgio Corbelli. I due si incontrano a metà anni '90 quando Corbelli decide di acquistare la Virtus Roma affidando la costruzione della squadra a Natali che, a sua volta, affida la conduzione tecnica ad Attilio Caja. Natali rimane a Roma dal 1995 al 2002 rilanciando la Virtus Roma e riportando il pubblico al Pala Eur con punte di 12 000 spettatori.

## Natali all'Olimpia Milano
Nel 2002 segue Corbelli dalla Virtus Roma all'Olimpia Milano. Nell'estate 2004, viste le difficoltà economiche societarie dopo un appello sulla Gazzetta dello Sport per il salvataggio dell'Olimpia, grazie ad Adriano Galliani sono coinvolti nel progetto Giorgio Armani come sponsor e Inter e Milan come soci, oltre a un pool di sponsor di aziende importanti. Con questa operazione l'Olimpia Milano targata Armani riprende il suo cammino raggiungendo la finale scudetto (persa all'ultimo secondo con la Fortitudo Bologna). La squadra partecipa per tre volte all'Eurolega ed è sempre presente nei play-off. Nella stagione 2007-08, dopo un inizio difficile e scarso di risultati, la società sostituisce il coach Markovski. Natali, ritenendosi anche lui responsabile, rassegna le sue dimissioni.